# Лагоа да Каноа
Лагоа да Каноа е град – община в централната част на бразилския щат Алагоас. Намира се в статистико-икономическия мезорегион Агрести Алагоану. Населението на общината е 18 253 души, а територията ѝ е 102,831 кв. км. Съседни на Лагоа да Каноа са общините Краибас, Кампу Гранди, Арапирака, Жирау ду Понсиану и Фейра Гранди.